# Forcella di Valmora
La Forcella di Valmora, alta 1994 metri, divide la Val Seriana, dalla propria laterale Valcanale, fungendo anche da confine amministrativo tra i comuni di Premolo e Ardesio.

## Accessi
- Da Premolo, una volta arrivati nella Valmora si può risalire la valle tramite il sentiero che porta direttamente alla forcella.
- Da Valcanale la forcella può essere raggiunta dal sentiero 218 e poi dal sentiero per escursionisti esperti 244.
- Da località Passa (Oltre il Colle) basta seguire il sentiero 221 e poi passare al 244.

## Ascensioni
- Monte Arera (Cresta Est)
- Cima di Valmora